# Rue Jules-Vallès (Saint-Ouen-sur-Seine)
La rue Jules-Vallès est une voie publique de Saint-Ouen-sur-Seine, dans le département de la Seine-Saint-Denis.

## Situation et accès
La rue est située à proximité de la Porte de Montmartre dans le prolongement de la rue du Lieutenant-Colonel-Dax.

## Origine du nom
Cette voie est ainsi nommée en hommage à l'écrivain et journaliste Jules Vallès (1832-1885).

## Historique

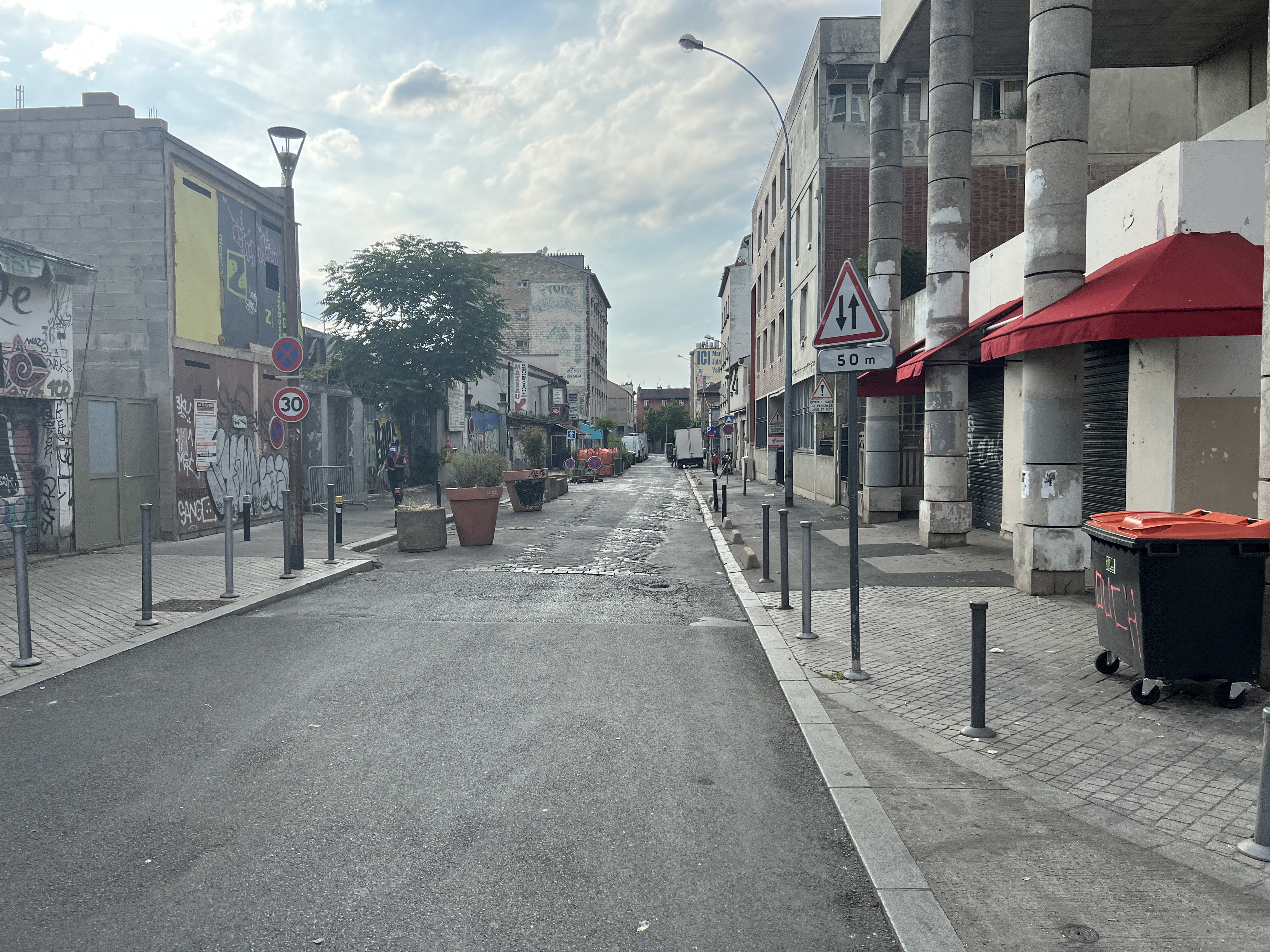
La rue en juin 2022.

La rue Jules-Vallès traversait antérieurement la zone non ædificandi et menait jusqu'au croisement des actuelles avenue de la Porte-de-Clignancourt et Rue René-Binet. Cette bande de terrain fut annexée en 1930 par la ville de Paris pour y construire ultérieurement des équipements sportifs et surtout le boulevard périphérique, coupant alors son tracé historique.

## Bâtiments remarquables et lieux de mémoire
Cette rue se trouve au cœur du marché aux puces de Saint-Ouen. Elle a donné son nom au Marché Jules-Vallès, créé en 1938 et surnommé Le Vieux Jules.
Elle fait partie des rues mises en scène dans la série photographique 6 mètres avant Paris réalisée en 1971.